# SPEED VIDEO CLIPS「SPEED SPIRITS II」
『SPEED VIDEO CLIPS「SPEED SPIRITS II」』（スピード ビデオ クリップス スピード スピリッツ ツー）は、日本の歌手グループSPEEDの後期の作品を収録したミュージック・ビデオ集。2000年9月27日にトイズファクトリーより発売した。また、2003年10月22日にDVDで再発売されている。収録時間は43分。
「April -Theme of "Dear Friends"-」のPVのラストにはSPEEDの4人からファンへのメッセージがある。声の収録がないため、口の動きで何を言っているのか読み取るしかない。

## 収録
- opening
- ALL MY TRUE LOVE
- ALIVE
- Precious Time
- Breakin' out to the morning
- Long Way Home
- Carry On my way
- April -Theme of "Dear Friends"-
- TV Spot